# جنگ ستارگان: حمله کلون‌ها – قهرمانان جمهوری
حمله کلون‌ها: قهرمانان جمهوری کهکشانی (به انگلیسی: Star Wars: The Clone Wars – Republic Heroes) یک بازی ویدئویی در سبک اکشن-ماجراجویی است که توسط Krome Studios ساخته و لوکاس آرتز آن را در ۶ اکتبر ۲۰۰۹ (میلادی) منتشر نمود. این بازی، برای چند کنسول بازی مختلف نیز ساخته و منتشر شد. ویندوز، پلی‌استیشن ۳، ایکس‌باکس ۳۶۰، نینتندو وی، پلی‌استیشن همراه، پلی‌استیشن ۲ (فقط در ایالات متحده) و نینتندو دی‌اس، کنسول‌های میزبان این بازی هستند.